# RYOJI.M
RYOJI.M（リョウジ・エム、本名：前林 良治、1977年（昭和52年）8月24日 - ）は、日本の音楽プロデューサー・ソングライター・実業家。徳島県徳島市出身。

## 経歴
徳島県徳島市出身。鳴門教育大学附属小学校・鳴門教育大学附属中学校・徳島県立城東高等学校を卒業。福井県立大学・東京水産大学を中退。東京水産大学を中退後、2002年に世界で初めて畜養（養殖）クロマグロの中国からの輸出に成功。その後、2004年のNHKアイテックの外注社員時にはB-SAT海外プロデューサーに就任。
2006年、香港の音楽プロデューサーであるMARK LUIと香港日本POPS輸出入提携協定の契約締結に成功。同年11月には韓雪、S.H.E、周華健、中孝介、元ちとせ、w-inds.等を中心に開催された「中華年記念音楽祭」のアテンダントオフィサーの代表に就任。同年12月、欧陽菲菲・横浜銀蠅・花花等と共に横須賀芸術劇場で世界エイズデーチャリティーコンサート 「僕たちにできる事」を主催。それ以降は同イベントのプロデューサーを務める。
2008年、戦後初の香港POPS（C-POP）の日本語カバー曲としてリリースされた小泉真也の「空の唄」をプロデュースする。2009年6月、中国大連市人民政府認可団体である大連日中釣り観光協会の副理事長に就任。同年7月12日には満州国の一部であった大連市の長海県に日本人として戦後初めて立ち入った。同年8月、日中大連釣り観光協会の代表理事に就任。
2010年4月1日よりSOUND PEACE に所属。同年9月2日からはフリーとして活動する。現在は徳島市に本社を置く合同会社「BLUEMOTION」の代表を務める。

## 主な作品
楽曲提供に関してはその一切を明確にしていないが、作詞及び作曲のCD総売り上げ枚数は、2008年時点で国内でシングル3,100万枚、アルバム900万枚を上回るとされ、また世界においてはシングルで3,900万枚、アルバムで1,600万枚を上回るとされる。

### プロデュース
- 小泉真也「空の唄」（2008年4月2日）

### 雑誌
- 香港月刊誌「Yes!」にて 「らくらく!香港スマートストア」連載 （2006年3月6日-2008年3月1日）
- 香港週刊誌「FACE周刊」月一回連載 （2007年5月-2009年3月）